# Alseuosmia macrophylla
Alseuosmia macrophylla är en tvåhjärtbladig växtart som beskrevs av Allan Cunningham. Alseuosmia macrophylla ingår i släktet Alseuosmia och familjen Alseuosmiaceae. Inga underarter finns listade i Catalogue of Life.